# Extrechinato y Tú
Extrechinato y tú fue un proyecto musical de rock español formado por Roberto Iniesta, "Robe", cantante y guitarrista de Extremoduro, Iñaki "Uoho" Antón, guitarrista de Extremoduro y Platero y Tú, y Adolfo "Fito" Cabrales, cantante y guitarrista de Platero y Tú y Fito & Fitipaldis. El proyecto fue ideado para poner música a las letras del poeta Manolo Chinato, haciéndole a la vez un homenaje. El único disco del grupo, titulado Poesía básica, gira en torno a los poemas de Manolillo Chinato, autor de las letras de la mayoría de las canciones (de ahí el nombre del grupo, Extremoduro, Manolo Chinato, Platero y Tú).

## Historia

### El proyecto
La relación entre Chinato y Robe surgió en 1989. En los primeros años de Extremoduro, cuando aún era un grupo inédito que sólo se conocía por la maqueta del que sería su primer disco, Rock transgresivo. La tarde-noche antes de un concierto en una pequeña localidad llamada Zarza de Granadilla (Cáceres), Chinato acudió a una reunión de artistas de la tierra en la que todos cantaban, tocaban instrumentos, etc. (Chinato menciona: "como todos cantaban y yo no tenía ni idea de cantar, recité una poesía") y allí le recitó a Robe su famoso poema Ama, ama y ama y ensancha el alma (base de lo que sería la famosa canción de Extremoduro, en la cual el propio Chinato recita el verso final). A Robe le gustó tanto que decidió llevarle con él en la gira, en cuyos conciertos Chinato recitaba el poema, el primer concierto de esta gira también fue en una localidad de la zona, Hervás. Éste sería el inicio de una larga amistad y una fructífera colaboración, incluyendo en las canciones del grupo muchos de los poemas del escritor bejarano (Salamanca). 
La idea de hacer un disco entero con sus poemas surgió en 1996 durante la gira conjunta de Extremoduro y Platero y Tú, pero el proyecto tuvo que retrasarse porque estuvieron ocupándose de la edición de álbumes y realización de giras de conciertos de los grupos anteriormente mencionados. Así fue hasta que en junio de 1999 Fito, Uoho, Robe, Chinato entraron al estudio Lorentzo Records con varios amigos para iniciar la grabación de Poesía básica, único álbum del proyecto. Finalmente el álbum se publicó el 27 de abril de 2001, y terminaría alcanzando el disco de oro.

### Años posteriores
En 2006 Uoho crea el grupo Inconscientes junto con Miguel Colino y José Ignacio Cantera, bajista y batería de Extremoduro (y Jon Calvo, guitarrista y cantante de Memoria de Pez); y durante la gira han interpretado los temas de Extrechinato y Tú Viento, Eterno Viajero y Déjame ir contigo. El propio Chinato ha acompañado al grupo durante la gira de presentación, saliendo al escenario a interpretar junto al grupo temas de Poesía básica en algunos conciertos (sobre todo en festivales, como en el Extremúsika 2007; fiestas patronales o conciertos con otros artistas); mientras que en otros, generalmente aquellos realizados en salas, el poeta daba un recital de sus poesías antes del comienzo del concierto.

## Poesía básica
Poesía básica es el único álbum lanzado por Extrechinato y Tú, grabado desde junio de 1999 hasta marzo de 2001, producido por Iñaki "Uoho" Antón y publicado el 27 de abril de 2001 por el sello discográfico DRO, filial de Warner Music.
El resultado plasmado en el disco es una música rock muy elaborada y melódica, en la que se mezclan guitarras eléctricas y acústicas, teclados y hasta una pequeña orquesta, todo acompañado por la grave voz de Manolillo Chinato recitando sus poemas, así como por el tándem que forman las voces de Fito y de Robe, tan complementarias como distintas. Musicalmente nos encontramos con temas directos, complejos, elaboradas melodías, pasajes del más duro hard rock, temas acústicos o incluso épica orquestal. En cuanto a las letras todas ellas son obra de Chinato con la excepción de los temas Si el cielo está gris, Rojitas y Abrazado a la tristeza. Estos temas son de los más conocidos del disco, y corresponden a canciones escritas por Fito, la primera de ellas sin más adición (siendo casi la única en la que no interviene el poeta), y las otras dos con los versos de Chinato intercalados con las estrofas cantadas por Fito. En ambos se crea una simbiosis entre los versos que cantados y los recitados, fusionando dos historias originalmente independientes, pero con sentimientos paralelos. Estos dos últimos temas han sido versionados (o mejor dicho regrabados con un estilo más personal y sin los versos de Chinato) por Fito en su primer y cuarto disco con los Fitipaldis: A puerta cerrada y Por la boca vive el pez, respectivamente.
No se puede hablar de 'una mezcla de Platero y Extremo', como se ha dicho muchas veces; ya que Extrechinato y Tú es un proyecto con una personalidad y un sonido propios, y un estilo muy particular. Esta esencia se manifiesta por ejemplo en las letras, que se podrían calificar de poesía rural (en contraposición a la temática "urbana" que tanto Extremoduro como Platero y Tú recogen en sus temas) y a la mayor complejidad y libertad musical que los músicos utilizan, explorando ámbitos que en sus grupos respectivos estarían algo fuera de lugar. En sus letras, Chinato pinta paisajes bucólicos y naturales, y generalmente trata del amor y de la libertad, la relación del hombre y la naturaleza, etc. Del álbum se extrajeron los sencillos Juguete de amor y A la sombra de mi sombra, y no se hizo gira puesto que sólo fue un proyecto y los músicos tenían que volver rápidamente a sus respectivos grupos. Extremoduro editó Yo, minoría absoluta sólo un año después, y Fito & Fitipaldis grabaron Los sueños locos tras la disolución de Platero y Tú (anunciada tras ver la luz Poesía básica).
Además de los versos recitados por el propio Chinato, Robe y Fito fueron los encargados de dar voz a los temas del disco. Uoho grabó guitarras junto a ellos dos, y el bajo de todos los temas, así como piano, órgano y demás teclados en varios de los cortes. Las labores de batería se repartieron entre José Ignacio Cantera (Extremoduro, actualmente también en Inconscientes), su hermano Ricardo, y Jesús García "Maguila" (entonces en Platero y Tú, actualmente en La Gripe); mientras que Gino Pavone (de Fito & Fitipaldis) añadió percusiones a varios temas. El disco contó también con la colaboración de Javier Alzola (saxo en Fitipaldis), quien grabó varios instrumentos de viento en unos cuantos cortes; y José Alberto Bátiz, por entonces guitarrista en Fitipaldis, que toca un solo de guitarra slide en el tema Eterno Viajero. Hay también diversos músicos que colaboran en algunos temas, ya más alejados del mundo del rock, que son citados más abajo.
Se grabó el videoclip de A la sombra de mi sombra para la ocasión y se editó en VHS.

### Lista de canciones
| N.º | Título                       | Duración |  |
| 1.  | «A la sombra de mi sombra»   | 5:12     |  |
| 2.  | «Juguete de amor»            | 4:30     |  |
| 3.  | «Viento (déjame ir contigo)» | 3:31     |  |
| 4.  | «Abrazado a la tristeza»     | 5:39     |  |
| 5.  | «Eterno viajero»             | 4:38     |  |
| 6.  | «Tres puertas»               | 4:03     |  |
| 7.  | «Si el cielo está gris»      | 3:04     |  |
| 8.  | «Sueños»                     | 4:05     |  |
| 9.  | «Rojitas las Orejas»         | 3:52     |  |
| 10. | «Manolillo Chinato»          | 1:50     |  |

## Créditos
Extrechinato y Tú
- Manolo Chinato - Letras y recitados
- Roberto Iniesta, "Robe" (Extremoduro) - Guitarra, pandereta, voz y recitados
- Adolfo "Fito" Cabrales (Platero y Tú, Fito & Fitipaldis) - Guitarra, voz y letras
- Iñaki "Uoho" Antón (Platero y Tú, Extremoduro, Inconscientes) - Guitarra, bajo y teclados

Personal adicional
- José Ignacio Cantera (Extremoduro, Inconscientes) - Batería
- Jesús García "Maguila" (Platero y Tú, La Gripe) - Batería
- Ricardo Cantera - Batería
- Javier Alzola (Fito & Fitipaldis) - saxo, clarinete, flauta y flautín
- Gino Pavone (Fito & Fitipaldis) - percusiones
- José Alberto Bátiz (Fito & Fitipaldis) - Guitarra slide
- Javier Mora (Fito & Fitipaldis) - Piano
- Patxi Urchegi - Trompeta
- Norman Hogue - Trombón
- Jacek Cygan - 1º violín
- Víctor Ámbroa - 2º violín
- Dionisio Rodríguez - Viola
- Ángel Luis Quintana - Violonchelo
- Antonio G. Araque - Contrabajo
- Ander Ercilla - Oboe

## Información sobre las canciones

### A la sombra de mi sombra
El disco se abre con el bajo, que inicia A la sombra de mi sombra, un tema en el que Fito y Robe cantan alternativamente las estrofas escritas por Chinato, relatando una bella metáfora sobre el rechazo que causa lo injusto, y sobre la necesidad de libertad; un tema recurrente en el disco y en las poesías de Chinato. Se canta cómo Manolillo Chinato ve tanta injusticia ("No quiero ver injusticias, no quiero ver miseria, no quiero ver militares ni princesas, no quiero ver dictaduras, no quiero ver pobreza, no quiero ver religiones, ricas, ni reinas") que decide hacerse "un sombrero de largas pajas que he recogido del suelo", y quedarse "a la sombra de mi sombra [...], para muchas veces no ver las cosas que ver no quiero".
Y es que lo que Manolillo quiere es "ver a los pobres sin miseria, a los ricos sin dinero desnudos en esta tierra, a infinitos corazones unidos por el amor y unidos contra la guerra". En la parte instrumental intermedia, Chinato recita sus propios versos, los mismos que Fito y Robe han cantado, para acabar con una reivindicación, diciendo que "voy a dejar de hacerlo, y voy a luchar con dos huevos". Musicalmente es un tema movido y ligero, con poca distorsión en la guitarra de Uoho, que con la acústica de Fito y unas melodías acompasadas y no demasiado rápidas, ambientan el tema para lo que fue, el primer sencillo del álbum.
- Chinato: Poema.
- Robe: Voz.
- Fito: Voz y guitarras acústica y eléctrica.
- Uoho: Guitarras, bajo y órgano.
- Jesús García "Maguila" (Platero y Tú): Batería.
- Javier Mora: Piano.
- Javier Alzola (Fito & Fitipaldis): Solo de saxo.
- Gino Pavone (Fito & Fitipaldis): Percusiones.

### Juguete de amor
Tras este primer corte, comienza Juguete de amor, una canción sobre el otro gran tema en los poemas de Chinato: el amor. Comienza con unos sencillos arpegios de guitarra, sobre los que Manolillo comienza a recitar, quejándose de cómo se le ha utilizado y su amor "era un juguete pasado de moda que ya nada valía". El tema gira en torno al lamento del amante desengañado, y cómo se abre a la esperanza queriendo volver a ser "un juguete reluciente de amor y de alegría". Entonces, Robe y Fito comienzan un coro que se repetirá varias veces mientras Chinato continúa recitando ("¿Qué importa que me engañes, si luego me sonríes? ¿Qué importa ser poeta, o ser basura? Anoche pasé frío en el cuerpo y en el alma, anoche pasé frío y quedó mi libertad de amor helada"), y la canción toma un tinte algo más movido y alegre, aunque sigue siendo un tema tranquilo, y de hecho fue el segundo sencillo del disco.
- Chinato: Poema.
- Robe: Voz y guitarras.
- Fito: Voz.
- Uoho: Guitarras, bajo, piano y teclados.
- Jesús García "Maguila" (Platero y Tú): Batería.
- Gino Pavone (Fito & Fitipaldis): Percusiones.

### Viento (déjame ir contigo)
Viento (déjame ir contigo) es el tercer corte del disco, y aquí empezamos ya a notar la influencia de Extremoduro, guitarras distorsionadas, rápidos riffs, cambios de ritmo... Es un canto a la libertad, personificada en el viento, al cual Chinato pide "déjame ir contigo, rebelde y risueño" y también que le acompañe, detrás de él, "pa' meterlos miedo". Fito y Robe únicamente acompañan con coros, pues este poema es algo más largo que los demás, y expresa un paralelismo entre los deseos e ideales del poeta y las habilidades que atribuye al viento, de ir "rebelde y risueño, [...], libre"; y de ser capaz de cuidar de las gentes, y "acariciar sus sueños, y darles el agua que estaban pidiendo". En el tema se escuchan sucesivos solos de guitarra en la segunda mitad, probablemente interpretados por Robe y Uoho.
- Chinato: Poema.
- Robe: Guitarra y voz.
- Fito: Voz.
- Uoho: Guitarras y bajo.
- Jesús García "Maguila" (Platero y Tú): Batería.
- Patxi Urchegi: Trompeta.
- Norman Hogue: Trombón.

### Abrazado a la tristeza
Una de las canciones que más trascendieron de este álbum, en la cual los versos del poeta se funden con la letra y la guitarra de Fito y la voz de Robe, acompañadas de un quinteto de cuerda y el resto de los Extrechinato. Recientemente Fito ha recuperado el tema, para grabarlo más a su estilo, sencillo y acompañado únicamente de Carlos Raya, para cerrar su cuarto disco con los Fitipaldis Por la boca vive el pez.
- Chinato: Poema.
- Robe: Voz.
- Fito: Voz y guitarra acústica.
- Uoho: Guitarras, bajo, órgano y teclados.
- Gino Pavone (Fito & Fitipaldis): Percusiones.
- Jacek Cygan: 1º violín.
- Víctor Ámbroa: 2º violín.
- Dionisio Rodríguez: Viola.
- Ángel Luis Quintana: Violonchelo.
- Antonio G. Araque: Contrabajo.

### Eterno viajero
- Chinato: Poema.
- Robe: Voz
- Fito: Guitarra.
- Uoho: Guitarras, bajo y órgano.
- J.I. Cantera (Extremoduro): Batería.
- Batiz (Fito & Fitipaldis): Solo de guitarra slide.

### Tres puertas
Uno de los más queridos poemas de Chinato es recitado por Robe sobre una épica instrumentación que refleja el ambiente bucólico de la poesía, con el mismo quinteto de cuerda de Abrazado a la tristeza y varios amigos más que, grabando instrumentos de viento, hacen que parezca que toda una orquesta acompaña a los versos, en un recorrido que parece llevarnos por los cambios de estaciones que vive la naturaleza.
- Robe: Poema y guitarras.
- Fito: Guitarra.
- Uoho: Guitarras y bajo.

- Ricardo Cantera: Batería.
- Jacek Cygan: 1º violín.
- Víctor Ámbroa: 2º violín.
- Dionisio Rodríguez: Viola.
- Ángel Luis Quintana: Violonchelo.
- Antonio G. Araque: Contrabajo.
- Ander Ercilla: Oboes.
- Javier Alzola (Fito & Fitipaldis): Clarinete, flauta y flautín.
- Norman Hogue: Trombones.

### Si el cielo está gris
Tema que Fito escribió especialmente para este disco, homenajeando a su amigo Manolillo Chinato. Es el único en el que Chinato no participa ni siquiera con sus versos.
- Robe: Voz, guitarra y pandereta.
- Fito: Voz y guitarras.
- Uoho: Guitarras, bajo, piano y órgano.
- J.I. Cantera (Extremoduro): Batería.
- Javier Alzola (Fito & Fitipaldis): Saxo.
- Patxi Urchegi: Trompeta.
- Norman Hogue: Trombón.

### Sueños
- Chinato: Poema.
- Robe: Voz y guitarras.
- Fito: Voz y guitarras.
- Uoho: Guitarras, bajo, piano y órgano.
- J.I. Cantera (Extremoduro): Batería.
- Patxi Urchegi: Trompeta.
- Norman Hogue: Trombón.

### Rojitas las Orejas
Sin duda la canción que más conocida se hizo del disco, probablemente porque ya había sido editado por Fito a su estilo en su primer disco con los Fitipaldis, A puerta cerrada; y Chinato le puso la guinda con el poema propio que recita en la parte final; lo que añadido a la participación del resto de los Extrechinatos hizo de este corte un auténtico éxito que aún mucha gente tiene por su balada preferida del rock en castellano. 
- Chinato: Poema.
- Robe: Voz.
- Fito: Guitarras y coros.
- Uoho: Guitarras, bajo, piano y órgano.
- Jesús García "Maguila" (Platero y Tú): Batería.

### Manolillo Chinato
El último corte es únicamente el propio Chinato recitando toda la lírica del disco simultáneamente, de forma que se crea una maraña de murmullos en la que se distinguen intermitentemente los versos que se han ido oyendo en las canciones.